# حاجی‌خانلو
حاجی خانلو نام طایفه‌ای است که در سابق از مهم‌ ترین طوایف شاهسون محسوب می‌شده‌است. قشلاقشان «سولوک» و»ایلخی» و ییلاق اجدادیشان اطراف چالداغ است. هم‌ اکنون تعداد بیشتری از این طایفه اسکان یافته و در آبادی‌های حومه شهر پارس آباد ساکن هستند. این طایفه بر خلاف اکثر طوایف که از خاک عثمانی مهاجرت کرده‌اند، بعد از جنگهای ایران و روس از اطراف شکی به مغان آمده‌اند. سلیم خان شکی والی آن شهر چون از کمک فتحعلی شاه مایوس شد قبل از تصرف شکی از سوی سپاهیان روس، از آنجا بیرون آمد و با هوشیاری تمام از میان سپاهیان روس گذشته و خود را به عباس میرزا رساند و پس از انعقاد قرارداد مابین روس و ایران، از پذیرفتن تبعیت روس خودداری کرد و قبیله خود را به این سوی مرز مهاجرت داد. افراد مطلع می‌گویند محل حکمرانی حاکم شکی یعنی سلیم خان شکی امروزه با نام خانسرا مورد بازدید توریسم واقع است و همانند بقعه شیخ صفی الدین اردبیلی بازدید کننده زیادی را به خود جذب می‌کند. سلیم خان بین «بوران» و «آقامحمدبیگلو» سکته کرد و فرزند رشید او حاجی خان شکی از سوی فتحعلی شاه حاکم کرمانشاه شد و تیول بران تا کدوک صلوات به پاس خدمات ارزنده خود و پدرش در جنگهای ایران و روس به وی واگذار شد. حاجی خان شکی فردی دیندار و مذهبی بود و به علت اختلافات و مشکلاتی که مردم کرند در رواج کارهایی که بر علیه مذهب تشیع به عمل می‌آوردند با آن‌ها مبارزه کرد و در کرند کشته یا «شهید» شد. و قبیله وی زیوه و حوالی آن را به سکونت خود برگزیدند. پسرش اسماعیل خان شکی قلعه بزرگی در آن آبادی بنا نهاد که هنوز خرابه‌های آن در زیوه مشهور است و یکی از سرکردگان ناصرالدین شاه محسوب و منصب مین باشی داشته‌است. پسرش احمد خان مختار نظام که فرماندهی کل دولتی اردبیل را بر عهده داشت در بلوای جنگلی‌ها به سال ۱۲۹۹ کشته شد و از فرزندانش غلامحسین خان و داود خان صاحب اختیاری در محل ماندند و برخی از فرزندانش مانند ایوب خان و آقا خان به تهران و جاهای دیگر کوچ کردند.